# Albert Favarger
Albert Favarger (* 23. Oktober 1851 in Sackets Harbor; † 28. Dezember 1931 in Neuenburg) war ein Schweizer Ingenieur, Elektrotechniker und Unternehmer.
Albert Favarger war Sohn des Neuenburger Politikers Charles Favarger. Am Eidgenössischen Polytechnikum Zürich studierte er als Maschinenbauingenieur. 1874 trat er in die von Matthäus Hipp in Neuenburg gegründete Fabrik für Telegrafen und elektrische Apparate ein. Er wurde 1889 deren Geschäftsführer und war von 1908 bis 1920 Direktor, die nun Peyer, Favarger & Co. hiess. Nach dem Konkurs wurde das Unternehmen von der Firma FAVAG weitergeführt.
Favarger war 1891 bis 1892 Präsident des Schweizerischen Elektrotechnischen Vereins. 1855–1911 unterrichtete er Elektrizität an der École d’horlogerie et de mécanique in Neuenburg. 1911 war Favarger Jurymitglied der Weltausstellung in Turin und 1914 bei der Schweizerischen Landesausstellung. 1909 bis 1914 vertrat er die Liberale Partei im Neuenburger Generalrat (Stadtparlament), den er 1910–1911 präsidierte.
Favarger gilt als einer der Verfechter einer weltweit einheitlichen Uhrzeit. Er forderte, dass alle Uhren durch ein weltumspannendes, elektrisches Netzwerk koordiniert werden sollten, welches an eine zentrale Hauptuhr in einer Sternwarte angebunden sein sollte.

“You don’t have to run long errands through Paris to notice numerous clocks, both public and private, that disagree – which one is the biggest liar? In fact if even just one is lying one suspects the sincerity of them all. The public will only gain security when every single clock indicates unanimity at the same time at the same instant.”